# Pontus Fontaeus
Pontus Fontaeus, född 1966, är en svensk bildesigner. Efter att ha studerat arkitektur vid Chalmers tekniska högskola i Göteborg i början av 1990-talet genomgick han en transportdesignutbildning i Schweiz, (Art Center College of Design). Sedan dess har han arbetat på flera designkontor runt om i Europa, däribland hos Land Rover, Audi/Volkswagen i Barcelona, Renault i Paris och Ferrari i Maranello. Han har ritat både klockor, (Ferrari-Cabestan) och andra exklusiva lyxprodukter samt flygplansinredningar. 
Sedan början av ?2015-talet? verkar Fontaeus på FF Faraday Future som chefsdesigner i Los Angeles.